# Polskie komputery

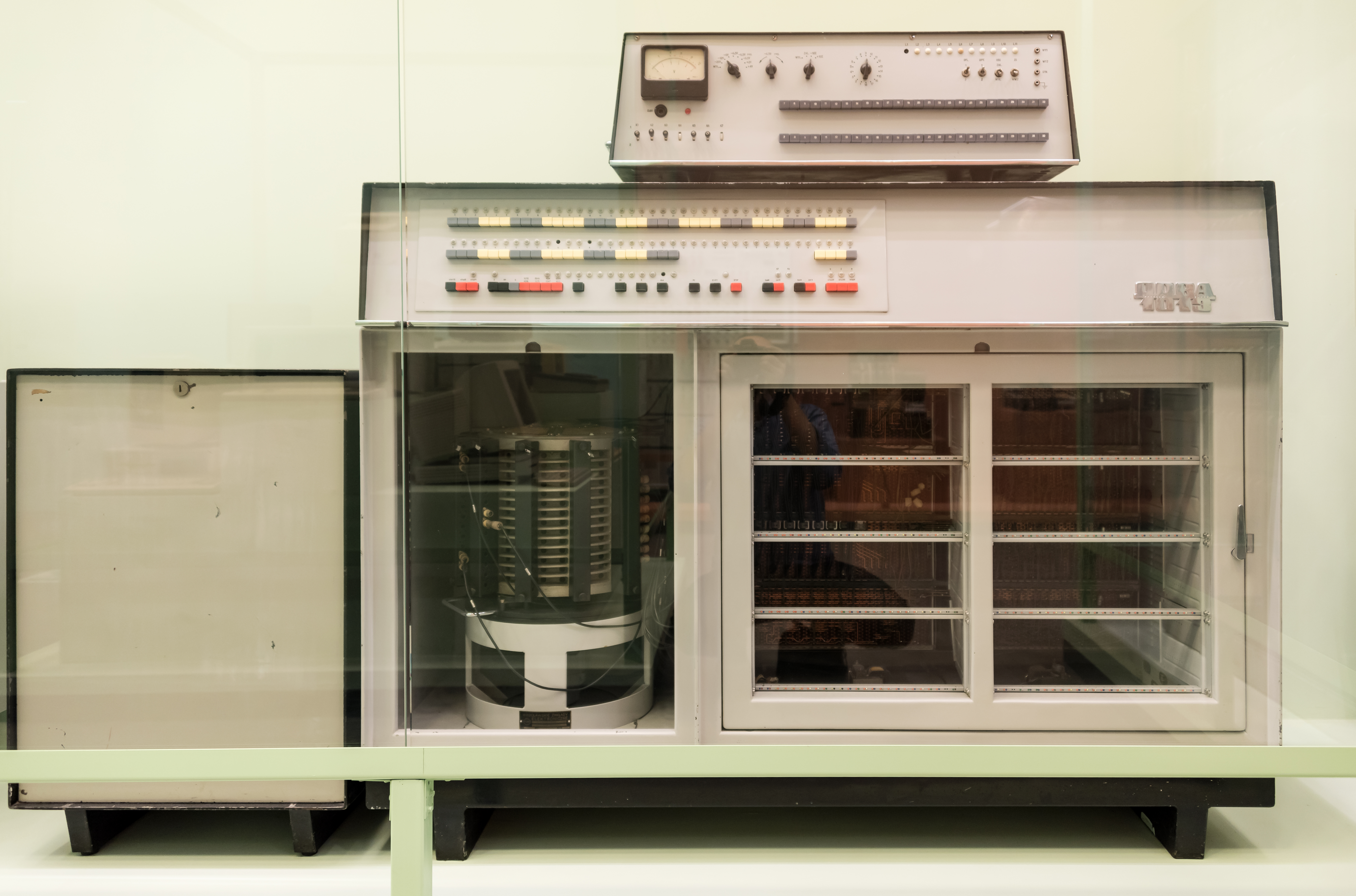
Polski komputer Odra 1013

Polskie komputery – ogół komputerów produkowanych w Polsce. Ten artykuł zawiera odnośniki do komputerów posiadających własne artykuły w Wikipedii oraz wzmianki i krótkie informacje na temat tych nie posiadających jeszcze swojego artykułu. Mimo XXI wieku wciąż odnajdywane są komputery wyprodukowane w Polsce, o których publicznie niewiele było wiadomo, zwłaszcza nie było informacji w Internecie czy nawet w źródłach tradycyjnych.

## Pierwszy komputer
Określenie, który komputer był pierwszym opracowanym w Polsce, zależy od przyjętych kryteriów. Przyjmuje się, że pierwszą maszyną przekaźnikową był GAM-1.

## Komputery produkcji Elwro
Od Odry przez Elwro 700 Solum na Elwro 801AT kończąc.

## Komputery Meritum
Meritum – rodzina komputerów osobistych wzorowana i kompatybilna z TRS-80 produkowana przez Zakłady Urządzeń Komputerowych Mera-Elzab w Zabrzu przy współpracy firmy ITM. Zaprezentowana po raz pierwszy na Międzynarodowych Targach Poznańskich w 1983 roku.

## Komputery spółki „Mikrokomputery”
Komputery osobiste Mazovia zostały opracowane w stolicy Polski – Warszawie, w IMM.

## Komputer Neptune-184
Produkowany w Pracowni Elektroniki Medycznej w Warszawie. Jest to konstrukcja z 1979 co oznacza, że powstał na długo przed podejściem firm takich jak Elwro do zagadnienia mikrokomputerów. Oparty na procesorze 6502 (taktowany 2MHz), 16KB RAM, 16KB ROM, Wyświetlacz tekst: 25x40, dodatkowo Basic, pamięć zewnętrzna magnetofon lub stacja dyskietek.

## Elkor-Karat
Komputer produkowany w Gdańsku przez firmę Elkor. Zachowany egzemplarz służył jako kontroler cyfrowy chromatografu. Jeden z komputerów produkowanych w Polsce o których znalezienie więcej informacji jest bardzo trudne lub wręcz niemożliwe.

## PPZ Computex
PPZ Computex miało w ofercie CS-80 PC, CS-88 PC. Podobnie jak wiele innych przedsiębiorstw mogło je tylko montować, bądź pośredniczyć w sprzedaży zestawów mikrokomputerowych. CS-88 PC był zgodny z IBM PC.

## Komputery Optimus
Komputery Optimus to były tzw. „składaki”, czyli montowane w Polsce na różnych podzespołach komputery. Firma nie produkowała płyty głównej czy innych podzespołów. Podobnie jest obecnie. W 2005 w Polsce było kilka tysięcy firm zajmujących się produkcją składaków.

## MiSter Z80
Produkowany przez Zakłady Elektroniki Górniczej w Tychach 1985–1989. Zastosowanie to sterownik przemysłowy.

## Krak-86
Komputer osobisty z procesorem 16-bitowym K1810WM86 (zgodny z 8086) skonstruowany w 1986. Pamięć Ram: 256KB (rozbudowa do 512 KB), dwie stacje tzw. mini dyskietek (zamiast 8 calowych były mniejsze 5,25 cala, 360KB). Klawiatura, monitor Neptun 156. Interfejsy: szeregowy, równoległy oraz sieciowy Ummlan. Interfejs sieciowy zgodny (warstwa fizyczna) z Ethernetem (tzw. cienki Ethernet, czyli kabel koncentryczny 50ohm). Opracowany przy współpracy z AGH interfejs sieciowy umożliwiał transmisję z prędkościami 1Mbps lub 10Mbps w wersji B.
Wyprodukowano ok. 50 szt. komputera (seria informacyjna), w latach 1986–1987. Seria produkcyjna miała wynosić 1000 egzemplarzy rocznie, od 1988. Dodatkowo miano rozbudować komputer o kolorowy monitor i twardy dysk.
Umożliwiał uruchomienie DOSa dla IBM XT. Jednak miał wykorzystywać znacznie nowocześniejszy system, opracowany w Polsce – IPIX, który był wielodostępowy i wielozadaniowy, zgodny z ideą Unixa.
Krak-86 był szybszy od IBM XT. Prawie wszystkie podzespoły (poza jednym – kontrolerem dysków elastycznych) nie pochodziły ze strefy dolarowej (były dostępne w krajach RWPG).

## Mikrokomputer Agat
Był wykorzystywany podczas międzynarodowego programu kosmicznego Wega do zapisu wyników badania komety Halleya. Twórcą jest inżynier Jacek Kiełczewski, a klawiatury inżynier Kazimierczuk. Pierwszy ukończono w listopadzie 1984. Komputery powstawały w Warszawie, w Zakładzie Elektroniki Profesjonalnej, przy ulicy Kobielskiej 73. Można było dopasować komputer do wymagań klienta.
Mimo braku współpracy z przemysłem, wsparcia podczas projektowania przez instytuty oraz produkcji rzemieślniczej sprzedano 200 sztuk tego komputera. Cena wynosiła 1,27 miliona złotych.
Dane techniczne:
Z-80A, mikroprocesor
64 KB pamięci, możliwość zwiększenia do 0,5 MB
Systemy operacyjne: CP/M, ISIS
Oprogramowanie zgodne z oprogramowaniem pozostałych komputerów z CP/M
Urządzenia zgodne: monitor, dziurkarka, czytnik taśmy, drukarka, połączenie RS 232C
Dodatkowo wejście i wyjście modemowe, oraz wejście i wyjście analogowe
Pamięć masowa: Dyskietki 5 1/4 i 8 cali, pamięć kasetowa
Do komputera istniała możliwość dołączenia 16 dodatkowych terminali
Konstrukcja była modułowa w postaci pakietów eurocard 100 na 160 mm

## MSK Impol-1
Komputer oparty na Z80, z możliwością instalacji kart (m.in. znana jest karta procesorowa, oraz karta RAM, oparta na SRAM). 3 Porty szeregowe, jeden równoległy.

## Komputery z procesorami z Polski

### MCY7880
Jedynym produkowanym wielkoseryjnie w Polsce mikroprocesorem był MCY7880. Współcześnie (2018) powstał wykorzystujący ten procesor komputer autorstwa Macieja Fajfera.
Komputery oparte na tym procesorze powstawały także wcześniej, jak choćby Elwro 500 czy też prototypowe Elwro 600, albo MIKROSTER MSA-80.

## Komputery produkowane w Chinach dla polskich producentów

### EMIX
Przedsiębiorstwo Zagraniczne Wielobranżowe EMIX miało w ofercie co najmniej 2 komputery: EMIX II (Apple II) oraz EMIX 86 (IBM PC/XT). Podobnie jak wiele innych przedsiębiorstw mogło je tylko montować, bądź pośredniczyć w sprzedaży zestawów mikrokomputerowych.

### Krüger&Matz
Marka Krüger&Matz należy do firmy Lechpol Electronics. W czasach istnienia większości producentów oraz firm montujących komputery w Polsce, firma ta zajmowała się oferowaniem głównie na sprzedaż układów scalonych do wchodzących w Polsce systemów telewizyjnych PAL – SECAM oraz fonii do odbiorników radiowych i telewizyjnych.

## Współczesność
Obecnie komputery są czasem montowane w Polsce z różnych podzespołów i sprzedawane pod własną nazwą. Tak robią firmy z Polski jak AB, Action, NTT czy Vobis. Firma Action dostarczyła prawie 17 ton serwerów dla CERN. Wykorzystywanych do przetwarzania i analizy danych z Wielkiego Zderzacza Hadronów. W Polsce są produkowane pamięci Ram i dyski SSD pod marką Goodram, przez Wilk Elektronik. Firma Madex produkuje tzw. skrętkę, czyli kabel do Ethernetu. Dodatkowo produkowane są listwy przepięciowe np. Elgotech. Jest także (ale w postaci wsadu tzw, IPCore np. do FPGA) procesor z Polski, opracowany przez DCD (Digital Core Design).
W Polsce produkowane są także manipulatory, dżojstiki, np. przez firmę Matt. Są to dżojstiki na port cyfrowy DB9 (np. komputery Atari, Elwro 800 Junior), ale istnieje możliwość podłączenia ich pod USB, za pomocą adaptera.